# Joven Orquesta Nacional de Cataluña
La Joven Orquesta Nacional de Cataluña (en catalán: Jove Orquestra Nacional de Catalunya, JONC) se creó en septiembre de 1993 con el nombre de Jove Orquestra Simfònica de Catalunya (JOSC). En 1999 adoptó la nueva denominación, sigla JONC. La Orquesta estuvo dirigida por Josep Pons desde su fundación hasta 2001, año en que Manel Valdivieso cogió el relevo como director artístico.

## Historia
Creada en 1993 con el nombre de Jove Orquestra Simfònica de Catalunya (JOSC), su objetivo era ofrecer a los jóvenes estudiantes de música una plataforma previa a la profesionalización, en la orquesta sinfónica de Cataluña u otras. En enero de 1999, la JOSC inició una gira de tres conciertos bajo la dirección del belga Guy van Waas, especialista en la interpretación de obras con criterios históricos. La gira incluyó sendos conciertos en el auditorio del centro cultural de la Caixa de Terrassa, la iglesia parroquial de Vilassar de Mar y en el Palau de la Música de Barcelona. En el repertorio figuran la obertura de la ópera El rapto del serrallo, de Mozart; el Concierto para piano y orquesta K. 488, de Mozart, con Josep Maria Colom como solista, y la Sinfonía número 2, de Beethoven.
En enero de 2005, los príncipes de Asturias presidieron en el Auditorio de Barcelona el concierto "Visiones de 'El Quijote'", con el que la Joven Orquesta Nacional de Cataluña inauguraba el Año del Libro y la Lectura. La JONC interpretó la obertura en sol mayor para cuerdas y bajo continuo "Burlesca de El Quijote", de Telemann, mientras que de Manuel de Falla tocó la ópera "El retablo de Maese Pedro".
En marzo de 2011, se celebró el 50 encuentro de la Joven Orquesta Nacional de Cataluña (JONC). A lo largo de los años han pasado por estas jornadas un total de 1.510 músicos, 6.340 profesores y 39 directores conocidos. El encuentro se celebró en la Escuela Superior de Música de Cataluña y en el Auditorio de Barcelona, y fue dirigido por Manel Valdivieso con un repertorio compuesto por piezas de Martinu y Stravinsky.

## Estructura
Orgánicamente, la Joven Orquesta Nacional de Cataluña depende de una Fundación con idéntico nombre dependiente de la Consejería de Educación. La JONC es uno de los programas de dicha Fundación, presidida por la consejera de Educación de la Generalidad de Cataluña. Integra en su Patronato a varios representantes del mundo cultural y musical catalán. El presidente de la Generalidad  es el presidente honorario.
Desde su nacimiento, los objetivos principales de la JONC han sido facilitar una formación orquestal integral a los jóvenes músicos de Cataluña, colaborar activamente en la inserción de los jóvenes músicos en la vida laboral y contribuir a la formación y al enriquecimiento del público. Todo este trabajo se lleva a cabo mediante encuentros, clases, conferencias, conciertos, programas de radio y televisión, edición de materiales educativos pensados para diferentes públicos, etc.
Hoy podemos decir que la JONC ha participado en los festivales y salas de conciertos más importantes, bajo la dirección de maestros como Josep Pons, Guy van Waas, Ernest Martínez-Izquierdo, Jordi Mora, Manel Valdivieso, Barry Sargent, Jan Caeyers, Robert King, Paul Goodwin, Andrew Parrott, Antoni Ros-Marbà, Lutz Köhler y Salvador Mas.

### Presupuesto
En 2015, la Fundación Privada Joven Orquesta Nacional de Cataluña contó con un presupuesto de 682.970 € de la Generalidad de Cataluña y unos ingresos propios de 15.500 €.